# Peroxinitrito

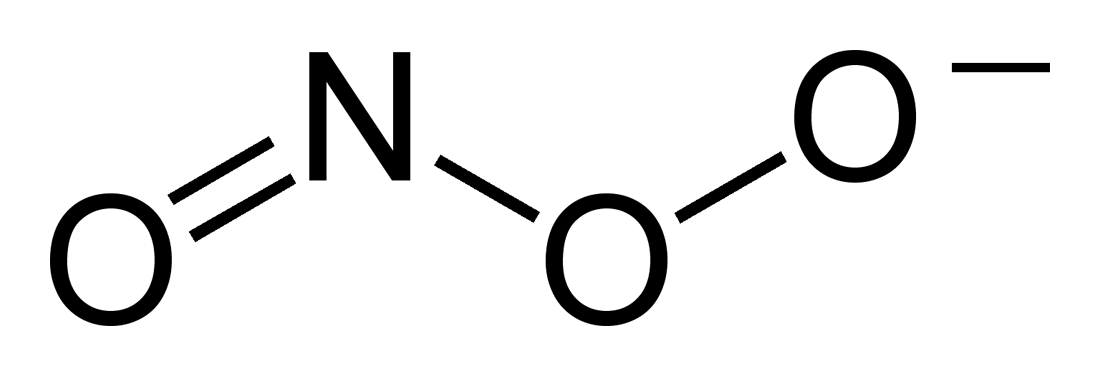

O peroxinitrito é um anião com fórmula ONOO−. É um isómero estrutural instável do nitrato, NO3−, que possui a mesma fórmula mas uma estrutura diferente. Apesar de o ácido peroxinitroso ser muito reactivo, a sua base conjugada é estável numa solução básica.
É preparada pela reacção de peróxido de hidrogénio com nitrito:
H2O2  +  NO2− →  ONOO−  +  H2O
O peroxinitrito é um oxidante e agente promotor de nitração. Devido às suas propriedade oxidantes, ele pode danificar um vasto conjunto de moléculas existentes nas células, incluindo o ADN e proteínas. A sua formação in vivo tem sido imputada à reacção do radical livre superóxido com o radical livre óxido nítrico:
·O2−  +  ·NO → ONO2−
O emparelhamento resultante destes dois radicais livres resulta no peroxinitrito, uma molécula que por si só não é um radical livre mas sim um poderoso agente oxidante.